# Forza Italia
Forza Italia (Nederlands: Hup Italië) was een Italiaanse centrumrechtse politieke partij. Ze werd geleid door Silvio Berlusconi, die ook premier van Italië was. In Europees verband was Forza Italia lid van de Europese Volkspartij, de coalitie van christendemocraten en conservatieven. Op 29 maart 2009 ging ze samen met onder meer Alleanza Nazionale op in de nieuwe partij Il Popolo della Libertà (=Het Volk van de Vrijheid).
Forza Italia werd gevormd in 1993 door Berlusconi, een succesvolle zakenman. Als hoofd van een politieke coalitie, Casa delle Liberta, verkreeg Forza Italië nationale macht bij de verkiezingen van 1994, maar verloor macht toen de noordelijke separatisten Lega Nord de coalitie verlieten. Forza Italia herwon macht in de verkiezingen van 2001, met de steun van de Lega. De partij maakt zich sterk voor vrijheid, ondernemerschap, traditie, normen en waarden.
Op 16 november 2013 nam Forza Italia de oude naam opnieuw aan.

## Ideologie
De ideologie van Forza Italia was die van het conservatieve-liberalisme, gecombineerd met liberaal-katholicisme. De partij was volgens de preambule van het partijprogramma "een liberale partij maar geen elitaire, we zijn een liberale volkspartij; we zijn een katholieke partij maar geen confessionele partij; we zijn een seculiere partij, maar geen intolerantie seculiere partij; we zijn een nationale partij maar geen centralistische."
De meeste leden van Forza Italia zijn rooms-katholiek, meestal behorende tot de rechterflank van de kerk. Toch zijn er ook niet-katholieken actief in de hoogste regionen van de partij. De bekendste is de filosoof Marcello Pera (een vroeger lid van de Socialistische Partij van Italië en de Radicale Partij en vriend van voormalig paus Benedictus XVI). Op moraal-ethisch vlak geeft de partij haar leden gewetensvrijheid (bijvoorbeeld in het geval van referenda).
Het nationalistische en alles overstijgende van de partij komt vooral naar voren in het feit dat de partij claimt niets te maken te hebben met de laatste regeringen van de Eerste Republiek. Volgens Forza Italia hebben de laatste regeringen van de Eerste Republiek het land haast geruïneerd (dit mag toch wel opmerkelijk worden genoemd gezien het feit dat zoveel personen uit de laatste periode van de Eerste Republiek zich voor een groot deel bij Forza Italia hebben aangesloten). Respect is er wel voor de leiders van de beginjaren van de Eerste Republiek, zoals Alcide De Gasperi (DC), Giuseppe Saragat (PSDI), Luigi Einaudi (PLI) en Ugo La Malfa (PRI).
Voetbal retoriek speelt een belangrijke rol in de partij. Dit komt al naar voren in de partij naam: Forza Italia (Kom op Italië), iets wat altijd door voetbalsupporters op de tribune wordt gescandeerd tijdens wedstrijden van het nationale elftal. De spelers van het nationale elftal worden meestal aangeduid met Azzurri (naar de kleur van het voetbalshirt), zo ook de leden en supporters van Forza Italia.
Leden van Forza Italia worden ook wel forzista genoemd.

### Politieke achtergronden leidende figuren
De meeste leidinggevende personen binnen Forza Italia komen uit de Democrazia Cristiana (Christendemocratische Partij) en de Socialistische Partij van Italië, de twee partijen die het meest betrokken waren bij de corruptieschandalen die in de jaren 90 aan het licht kwamen. Daarnaast vinden we veel ex-Liberalen, ex-Sociaaldemocraten, een aantal ex-Republikeinen en wat ex-Radicalen. Er zijn zelfs ex-Communisten te vinden binnen de partijgelederen.

### Verenigingen binnen Forza Italia
Binnen Forza Italia bestaan liberale en sociaaldemocratische verenigingen. De christendemocraten kennen geen eigen vereniging.
- (Ex-)Socialisten:
  - Noi Riformatori Azzurri (Wij Blauwe Hervormers)
  - Fondazione Free (Vrije Stichting)
  - Fondazione Craxi (Craxi Stichting [zo genoemd naar de oud-PSI leider Bettino Craxi])
  - Giovane Italia (Jong Italië [onder leiding van Stefania Craxi dochter van Bettino Craxi])

- (Ex-)Liberalen:
  - Liberalismo Popolare (Volksliberalen)

- (Ex-)Sociaaldemocraten:
  - Circoli d'Iniziativa Riformista (Clubs van het Hervormings Initiatief)

## Op Europees niveau
Op Europees niveau was Forza Italia aangesloten bij de Europese Volkspartij en Europese Democraten. Bij de Europese verkiezingen van 2004 verwierf Forza Italia 21% van de stemmen, goed voor 16 zetels in het Europees Parlement. Dit was een duidelijke achteruitgang met 1999 toen Forza Italia nog 25% van de stemmen verwierf, goed voor 22 zetels.

## Verkiezingsuitslagen
| Jaar | parlement                       | %      | zetels |
| ---- | ------------------------------- | ------ | ------ |
| 1994 | Kamer van Afgevaardigden Senaat | 21,0 - | 113 36 |
| 1996 | Kamer van Afgevaardigden Senaat | 20,6 - | 123 48 |
| 2001 | Kamer van Afgevaardigden Senaat | 29,4 - | 193 81 |
| 2006 | Kamer van Afgevaardigden Senaat | 23,7 - | 137 78 |